# Gheorghe Degeratu
Gheorghe Degeratu (n. 11 martie 1841, Dorohoi - d. data decesului necunoscută, Mamornița, Dorohoi) a fost un lt.-colonel român, care s-a distins în luptele Războiului de Independență de la 1877 (Războiul ruso-româno-turc)

## Familia

Gh. Degeratu (maior în fotografie), împreună cu soția, Smaranda (născută Vârnav), și fiul, Gh.Gh. Degeratu

Lt.-Colonelul Gheorghe Degeratu s-a născut la 11 martie 1841 într-o familie cu adânci rădăcini în istoria României. El era descendent direct al paharnicului Gheorghe Degeratu. Soția acestuia, Smaranda Vârnav, era descendentă directă din familia stolnicului Teodor Vârnav, a medelnicerului Pavel Vârnav și a postelnicului Ioniță Vârnav. A avut un fiu, pe maiorul Gheorghe Gh. Degeratu, tatăl generalului Mircea Gh. Degeratu, acesta din urmă fiind participant la Primul și la al Doilea Război Mondial.

## Evoluția în grad
Lt.-colonelul Gheorghe Degeratu a avansat în grad conform Anuarului Oficial al Armatei Române pe anul 1885, Partea a II-a Clasarea ofițerilor pe vechime și arme, Infanteria, Maiori:
- 1859, August 10 - elev
- 1861, August 10 - sublocotenent
- 1864, August 30 - locotenent
- 1868, Septembrie 26 - căpitan
- 1882, Aprilie 8 - maior

Ulterior a fost avansat la gradul de lt.-colonel.
Cu gradele de la sublocotenent până la căpitan, inclusiv în perioada participării la Războiul de Independență de la 1877 (Războiul ruso-româno-turc), a făcut parte din Regimentul 16 Dorobanți. După avansarea la gradul de maior a făcut parte din Regimentul 26 Dorobanți-Fălciu și din Regimentul 14 Dorobanți-Roman.

## Războiul pentru independență de la 1877
În perioada iulie 1877 - octombrie 1877 a participat direct la Războiul de Independență de la 1877 (Războiul ruso-româno-turc), cu gradul de căpitan, în cadrul Companiei a 6-a Mamornița, din al 2-lea Batalion Dorohoi avându-l drept comandant pe maiorul Alexandru Jippa, din cadrul Regimentului 16 având drept comandant pe lt.-colonel Gheorghe Boteanu, aparținând Diviziei 4 Teritorială, după cum urmează:

Placa colonelului Gr. Cantilli „Bivuacul Grivița în fața Plevnei” aflată la Muzeul Militar Național din București

- Trece Dunărea la Nicopole cu regimentele Diviziei 4 în zilele următoare ordinului din 20 iulie 1877, ocupând pozițiile stabilite și efectuând cercetări ample ale zonei până la sosirea celorlalte trupe române (trecerea Dunării de către armata română la 20 august  pe la Corabia).
- În perioada 4 august – 7 august 1877, în fruntea companiei a 6-a alcătuită din 160 de oameni și 2 ofițeri, plus 30 de călărași, efectuează o patrulare pe traseul Găureni, Gulenți (pe malul stâng al Vidului), Brestu, Slavovița (pe malul drept al Ischerului) și Orevița numit și Racovița (pe malul drept al Ischerului) unde s-a înfruntat cu subunități de bașbuzuci și cerchezi din armata turcă.
- Împreună cu Regimentul 16 dorobanți ocupă poziția de la Saicova până la 17 august 1877 pentru susținerea cavaleriei de dincolo de Vid.
- La 17 august 1877 se află cu Regimentul 16 dorobanți în antegardă la Calisovăț.
- La 26 august 1877, înaintea celei de a treia bătălii de la Plevna, se află cu Divizia 4 la Verbița.

Semnătura căpitanului Degeratu pe placa colonelului Gr. Cantilli „Bivuacul Grivița în fața Plevnei” aflată la Muzeul Militar Național din București

- La 27 august 1877 se află în fața redutei Grivița împreună cu Regimentul 16 Dorobanți plasat în spatele batalioanelor din anteposturi.
- La 30 august 1877 participă la cele patru atacuri pe la Est ale Diviziei 4, în urma cărora a fost cucerită reduta Grivița 1.
- După 2 septembrie 1877 participă, în cadrul Diviziei 4, la lucrările de apropiere de reduta Grivița 2.
- La 8 octombrie 1877 se retrage împreună cu Divizia 4 la Verbița.

În perioada de după 26 august 1877, s-a realizat o placă de lemn, proprietatea colonelului Grigore P. Cantilli, comandantul Brigăzii 1 din Divizia 4 Infanterie, pe care s-au semnat ofițeri români, ofițeri ruși și ofițeri turci luați prizonieri. Primul care și-a trecut numele pe placă, a fost însuși Domnitorul Carol I care a intitulat placa Bivuacul Grivița în fața Plevnei. Alături de domnitor au semnat generalul Alexandru Cernat și, printre alții, coloneii Alexandru Anghelescu, Emanoil Boteanu, Constantin Formac și Grigore Borănescu. Pe această placă a semnat și căpitanul Gheorghe Degeratu. În prezent, această placă cu semnături, cu mare valoare istorică, se află la Muzeul Militar Național Regele Ferdinand I din București.

## Decorații
- Medalia Trecerea Dunării, conferită prin Înaltul Decret Nr. 617 din 23 martie 1878.
- Ordinul Coroana României în grad de Cavaler